# Juozas Antanavičius
Juozas Antanavičius (* 25. Juli 1940 in Tverai) ist ein litauischer Musikwissenschaftler und Musikpädagoge, Professor an der Litauischen Musik- und Theaterakademie.

## Leben
Antanavičius lernte in den Grundschulen Luokė, Tverai, Tryškiai in der Rajongemeinde Telšiai und an der Jonas-Jablonskis-Mittelschule Kaunas. Von 1952 bis 1958 besuchte er Musikschule Kaunas. Von 1958 bis 1963 absolvierte er das Studium der Musiktheorie an der Lietuvos konservatorija bei Klemensas Griauzdė.
Von 1963 bis 1964 war er stellv. Direktor der Balys-Dvarionas-Musikschule und lehrte Musiktheorie an der Čiurlionis-Kunstschule in Vilnius.
Von 1964 bis 1965 lehrte Antanavičius am Vilniaus pedagoginis institutas und von 1968 bis 1969 am Konservatorium Leningrad. Er arbeitete auch als Musikredakteur bei Lietuvos radijas. 1969 absolvierte er die Aspirantur am Konservatorium Leningrad und 1970 promovierte zum Kandidat in Kunstwissenschaft. Ab 1969 lehrte er am Lietuvos konservatorija. 1988 wurde er Professor. Von 1977 bis 1979 lehrte er Musiktheorie und -geschichte am Kunstinstitut Havanna in Kuba. Ab 1982 war er Prorektor, von 1994 bis 2005 Rektor und von 2005 bis 2011 Prorektor der LMTA.
Vom 7. bis zum 9. Dezember 2004 war Antanavičius Bildungsminister Litauens im Kabinett Brazauskas II. Nach Vorwürfen über die Mitarbeit mit KGB trat er zurück.
Antanavičius war Mitglied der Komsomol, der KPdSU, der LSDP.

## Auszeichnung
- 1998: Gediminas-Orden, 4. Stufe[4]